# Изола Сант'Антонио
Изола Сант'Антонио (итал. Isola Sant'Antonio) је насеље у Италији у округу Алесандрија, региону Пијемонт.
Према процени из 2011. у насељу је живело 412 становника. Насеље се налази на надморској висини од 75 м.

## Становништво
| 1936. | 1951. | 1961. | 1971. | 1981. | 1991. | 2001. | 2011. |
| ----- | ----- | ----- | ----- | ----- | ----- | ----- | ----- |
| 1.273 | 1.246 | 1.130 | 1.021 | 873   | 791   | 766   | 734   |